# Walerij Bielikow
Walerij Aleksandrowicz Bielikow (ros. Вале́рий Алекса́ндрович Бе́ликов, ur. 19 lipca 1925 w Mrozowsku, zm. 12 listopada 1987 w Zossen) – radziecki dowódca wojskowy, generał armii.

## Życiorys
Od 1942 służył w Armii Czerwonej, walczył w II wojnie światowej jako strzelec, dowódca drużyny i pomocnik dowódcy plutonu strzeleckiego na Froncie Południowym, Zakaukaskim, 3 Ukraińskim i 4 Ukraińskim (do VII 1944). 1944–1945 w szkole wojsk pancernych, od grudnia 1945 dowódca czołgu, od 1946 dowódca plutonu czołgów, od 1950 pomocnik szefa sztabu batalionu czołgów, od I 1951 pomocnik szefa sztabu batalionu artylerii samobieżnej. Od 1949 w WKP(b), III 1951 – VI 1952 adiutant dowódcy Głównego Zarządu Broni Pancernej Armii Radzieckiej, 1956 ukończył Wojskową Akademię Wojsk Pancernych, po czym został zastępcą dowódcy batalionu czołgów. Od 1958 dowódca batalionu, od 1960 zastępca dowódcy pułku pancernego ds. politycznych, od XI 1962 dowódca pułku, 1965–1966 zastępca dowódcy dywizji pancernej, 1968 ukończył studia w Wojskowej Akademii Sztabu Generalnego, a 1973 i 1982 wyższe kursy akademickie przy tej uczelni. Od V 1974 I zastępca dowódcy Odeskiego Okręgu Wojskowego, od V 1976 dowódca wojsk Północnokaukaskiego Okręgu Wojskowego, a od VIII 1979 – Karpackiego Okręgu Wojskowego. 4 XI 1983 mianowany generałem armii. Od VII 1986 dowódca Grupy Wojsk Radzieckich w Niemczech, od 1986 kandydat na członka KC KPZR. Zmarł w NRD, został pochowany w Kijowie.

## Odznaczenia
- Order Lenina (dwukrotnie)
- Order Rewolucji Październikowej
- Order Wojny Ojczyźnianej I klasy
- Order „Za służbę Ojczyźnie w Siłach Zbrojnych ZSRR” III klasy
- Medal „Za Odwagę”
- Medal „Za zasługi bojowe”
- Medal 100-lecia urodzin Lenina
- Medal „Za wyróżnienie w ochronie granic państwowych ZSRR”
- Medal „Za obronę Kaukazu”
- Medal „Za zwycięstwo nad Niemcami w Wielkiej Wojnie Ojczyźnianej 1941–1945”
- Medal jubileuszowy „Dwudziestolecia zwycięstwa w Wielkiej Wojnie Ojczyźnianej 1941–1945”
- Medal jubileuszowy „Trzydziestolecia zwycięstwa w Wielkiej Wojnie Ojczyźnianej 1941–1945”
- Medal jubileuszowy „Czterdziestolecia zwycięstwa w Wielkiej Wojnie Ojczyźnianej 1941–1945”
- Medal „Weteran Sił Zbrojnych ZSRR”
- Medal „Za umacnianie braterstwa broni”
- Medal jubileuszowy „30 lat Armii Radzieckiej i Floty”
- Medal jubileuszowy „40 lat Sił Zbrojnych ZSRR”
- Medal jubileuszowy „50 lat Sił Zbrojnych ZSRR”
- Medal jubileuszowy „60 lat Sił Zbrojnych ZSRR”
- Medal jubileuszowy „70 lat Sił Zbrojnych ZSRR”
- Medal „Za nienaganną służbę” I klasy
- Medal „Za nienaganną służbę” II klasy
- Medal „Za nienaganną służbę” III klasy